# Ilias Kafetzis
Ilias Kafetzis (en griego: Ηλίας Γ. Καφετζής) fue un atleta griego, que compitió en los Juegos Olímpicos de Atenas 1896. 
Kafetzis fue uno de los 17 atletas que iniciaron la carrera de Maratón. Fue uno de los siete corredores que no finalizó la carrera.